# Cattedrale di Tarragona
La Cattedrale di Santa Tecla (in spagnolo: Catedral de Santa María) è il principale luogo di culto della città di Tarragona, in Spagna, sede vescovile dell'omonima arcidiocesi.

## Storia e descrizione
L'attuale cattedrale sorge nel punto elevato della città, più o meno dove era il Tempio di Augusto (63 a.C. - 19 d.C.), circondato da un'ampia piazza porticata, della romana Tarraco, capitale della Provincia Tarraconense dal 27 A.C. La città già nel I secolo D.C. andava cristianizzandosi, anche grazie all'apostolo Paolo che, secondo una tradizione basata sulla sua Epistola ai Romani (15,24), sarebbe stato a Tarragona dove avrebbe predicato. Fatto sta che il cristianesimo era molto diffuso nel 259, quando nell'anfiteatro furono martirizzati il vescovo Fruttuoso e i suoi diaconi Augurio ed Eulogio.
L'occupazione visigota del 475 coincide con l'inizio di un periodo di grande sviluppo della chiesa locale, tanto che sulle antiche strutture templari fu costruita una prima cattedrale che sarebbe sopravvissuta fino all'invasione islamica del 711, quando fu abbandonata.
Dopo un lungo periodo di desolazione, nel 1091 il Papa Urbano II nomina Berenguer Seniofred de Lluçanès, già vescovo di Vic, arcivescovo di Tarragona, ricostituendo l'arcidiocesi, a cui seguono lavori di restauro dell'antica cattedrale. Bisognerà aspettare però il 1154, anni dopo la riconquista agli arabi della città da parte di Ramon Berenguer nel 1118, per avere la residenza stabile di un arcivescovo, Bernat Tort, che fondò il capitolo della cattedrale, formato da canonici agostiniani che si stabiliscono nel luogo dove è oggi il chiostro, utilizzando altre preesistenti costruzioni romane.
Poco dopo si decise la costruzione di una nuova cattedrale, che venne iniziata nel 1171. Nel 1184 l'abside era già completata, entro la metà del secolo successivo si cominciò ad utilizzare per il culto la parte absidale e nel 1250 si iniziò la costruzione della torre nolare. Nel 1277 venne incaricato il maestro Bartomeu de Girona della realizzazione del portale principale. Sappiamo poi che solo nel 1305 fu pagata l'ultima sezione della navata centrale, e l'edificio venne consacrato solo nel 1331. La grande Cattedrale fu dunque concepita ed iniziata in stile romanico ma fu terminata in un periodo di cultura architettonica pienamente gotica. Nei secoli seguenti, almeno fino al Settecento, la chiesa si arricchisce di nuove cappelle e di opere d'arte. 
Il 3 aprile 1905 la cattedrale è stata dichiarata Monumento Nazionale ed è anche riconosciuta quale Bene Culturale di Interesse Nazionale (BCIN). L'edificio è stato restaurato una prima volta tra 1999 e 2001 e ancora tra 2010 e 2012. Nel 2007 scavi appositi hanno permesso di ritrovare sotto la navata centrale i resti del tempio romano dedicato ad Augusto.

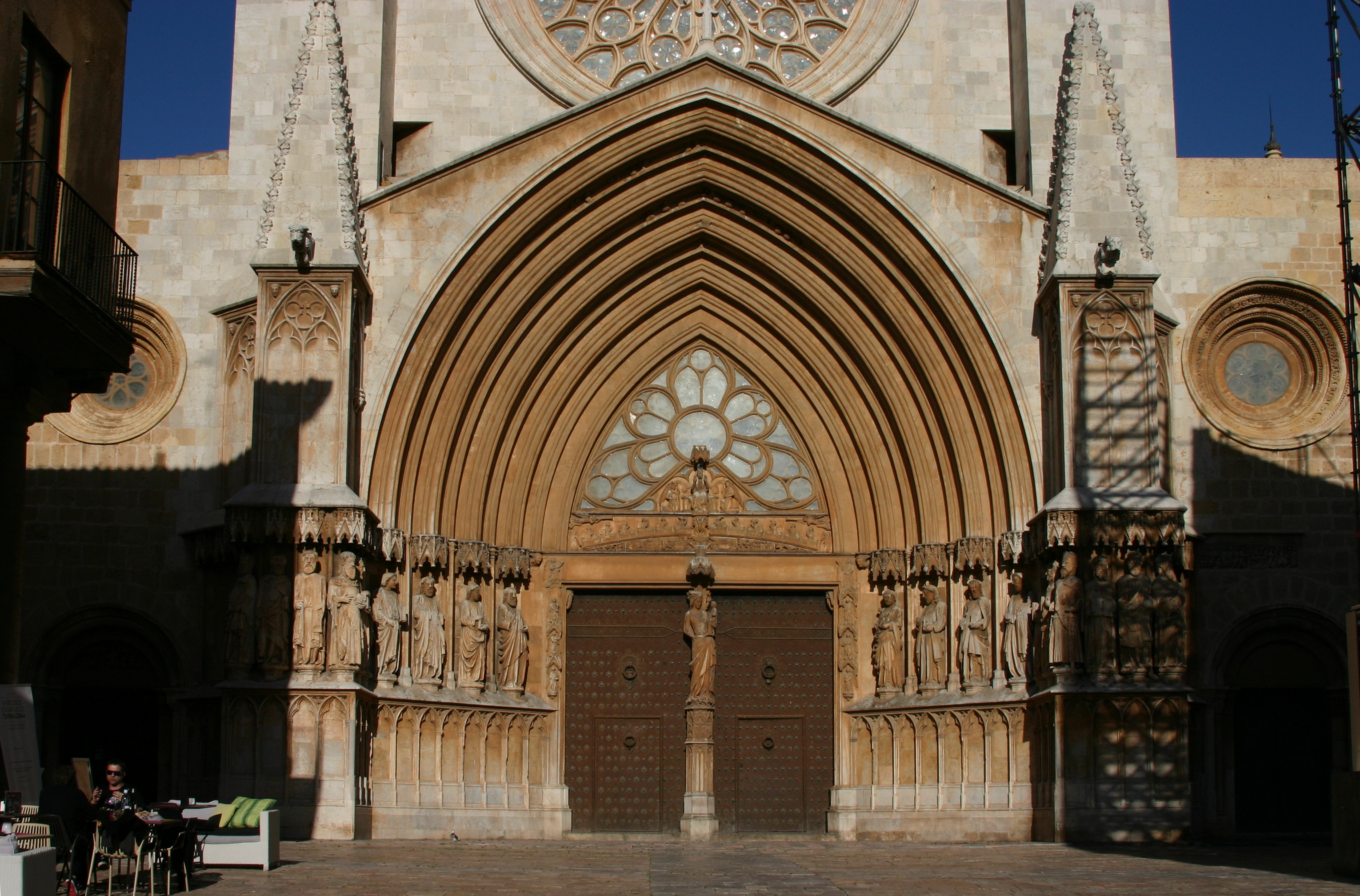
Portale principale della Cattedrale di Tarragona

La facciata, che restò incompiuta nella parte alta  a causa della crisi cittadina dopo la peste del 1348, presenta un portale gotico commissionato nel 1277 a Bartomeu de Girona che molto più tardi, tra 1370 e 1375 circa, fu ornato di sculture opera di Jaume Cascalls e della sua bottega: nel timpano è un Giudizio universale e nel pilastro sottostante una Madonna col Bambino. Ai lati nelle strombature sono ventitre figure di Apostoli e Profeti. In essa si trova anche un sarcofago paleocristiano del IV secolo con scene della vita di Cristo. Il rosone della facciata e le sue vetrate trovano confronti in quelli del transetto della cattedrale di Notre Dame di Parigi.

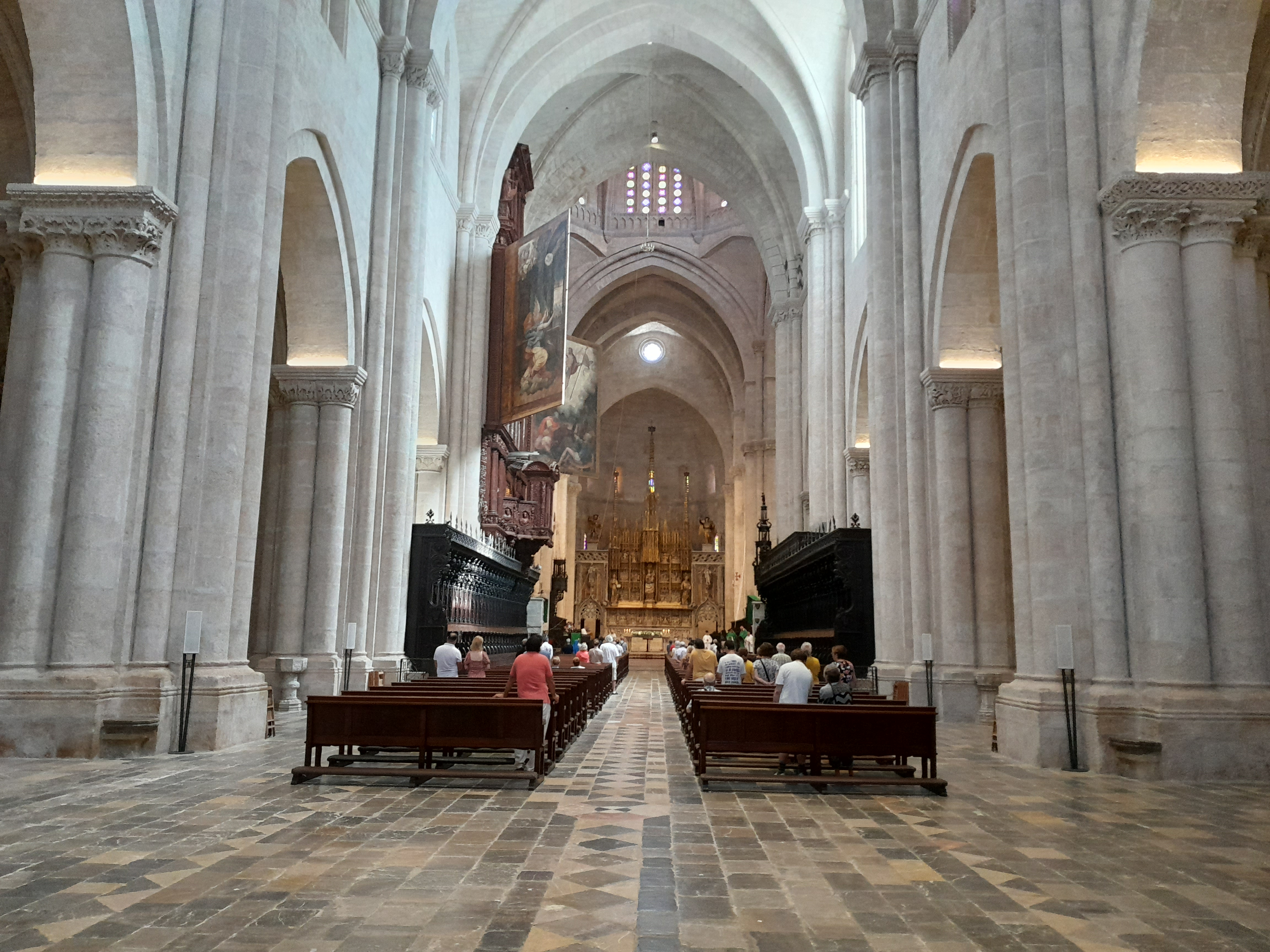
Interno della Cattedrale di Tarragona

L'interno, che mostra uno stile di transizione tra il romanico e il gotico, è a croce latina a tre navate terminanti in una crociera più alta delle navate ma con braccia del transetto di diversa lunghezza a causa della presenza del chiostro nella parte settentrionale, e che conta tre absidi semicircolari molto profonde. Le navate sono coperte da volte a crociera sostenute da pilastri cruciformi.
A metà della navata centrale si trova il coro, che conserva le murature laterali trecentesche e i seggi intagliati da Francesc Gomar tra 1478 e 1488. gli schienali presentano trafori gotici mentre gli elementi figurati sono presenti nei medaglioni dei bracci. I seggi pontificali furono invece intagliati dagli scultori francesi Joan de Tours ed Enric de Borgonya nel 1534. Al di sopra è l'organo maggiore, progettato nel 1560 da Mossèn Jaume Amigó, l'architetto che introdusse in zona elementi rinascimentali, con il meccanismo musicale di Salvador Estrada e con sculture di Perris Austris e Jeroni Xanxo (quest'ultimo noto per la Pietà di Seu d'Urgell), eseguite tra 1562 e 1566. Le portelle con l'Adorazione dei pastori e la Resurrezione sono state dipinte nel 1563 dal greco Pere Serafí e da Pietro Paolo de Montalbergo, pittore di origine monferrina.
Il tempio si apre ai lati in numerose cappelle: nella navata destra la prima cappella, del Battistero, era dedicata originariamente a Sant'Orsola e alle Undicimila Vergini, e fu fatta edificare tra 1340 e 1344 dall'arcivescovo Arnau de Sescomes, che si trova sepolto in una tomba terragna del pavimento, proprio per custodire degnamente le reliquie della santa. Solo nel 1820 circa la cappella fu trasformata in battistero e vi fu collocata al centro, sopraelevata, una vasca marmorea romana, forse proveniente da una fonte, da riutilizzarsi a fini battesimali.  
Tra questa cappella e la seguente si trova il rinascimentale Sepolcro dell'Arcivescovo Gaspar Cervantes de Gaeta, disegnato da Jaume Amigó nel 1575.  
La seconda cappella, risalente agli anni settanta del Trecento, è dedicata a San Michele e a tutti gli Angeli, e presenta un complesso scultoreo composto di angeli e di chiavi di volta figurate opera della bottega di Jaume Cascalls. All'altare è il quattrocentersco Retablo di San Michele, proveniente da Pobla de Cérvoles ed attribuito a Bernat Martorell. 
Subito dopo si apre la grande Cappella di Santa Tecla, dedicata alla patrona, iniziata nel 1760, sotto la direzione architettonica di Josep Prat i Delorta e completata nel 1775. La cappella, di uno stile già incline al neoclassicismo e ricoperta di marmi, presenta una decorazione scultorea che è invece ancora di gusto barocco: all'altare è una pala d'altare a rilievo con la Glorificazione di Santa Tecla, ai lati altri due rilievi con Storie della vita della santa, e in nicchie statue di Virtù Cardinali, opere di Carles Salas. 
Le cappelle che seguono sono quelle di San Francesco, di Santa Lucia, di Sant'Elena, mentre l'ultima è dedicata alla Presentazione della Vergine al tempio. Al fondo del braccio destro del transetto sono tre cappelle, mentre nello stesso ambiente si apre anche la Cappella di Sant'Ollegario. 
L'abside centrale conserva un notevole pavimento di epoca romanica di disegno geometrico, formato da inserti di pietra e marmo di diversi colori. All'altare maggiore si trova un grande retablo opera di Pere Joan e scolpito tra 1426 e 1434. A destra di esso è il notevole Sarcofago dell'Arcivescovo Giovanni d'Aragona opera di uno scultore toscano, probabilmente pisano. 
La cappella a sinistra del presbiterio è dedicata alla Vergine "dei sarti" perché patrocinata dalla loro corporazione. Nel transetto sinistro, più corto dell'altro, sono le cappelle di Santa Barbara e dei Santi Cosma e Damiano, mentre da esso si accede alla Cappella del Santissimo Sacramento. 
Nella navata sinistra si aprono le due cappelle di San Fruttuoso e di San Giovanni, della Purissima Concezione e altre due gemelle dei Cardona e della Vergine di Montserrat.
Alla chiesa è annesso un chiostro, costruito dal 1214, dove si svolgeva la vita comunitaria dei canonici della cattedrale, con arcate gotiche occupate da trifore sostenute da colonnine, i cui capitelli sono scolpiti con scene figurate. Successivamente vi furono aggiunti ambienti e cappelle.